# Alessandro Triulzi
Alessandro Triulzi (Roma, 24 ottobre 1941) è uno storico e africanista italiano.

## Biografia
Insegnava Storia dell'Africa (dal 1985) alla Facoltà di Scienze Politiche all'Università degli Studi di Napoli "L'Orientale", dove coordina il Dottorato di ricerca di Africanistica dal 1995 e la Scuola Estiva Europea di Studi Africani di Cortona. Nel 1961 ha conseguito una borsa di studio Fulbright presso il Middlebury College in Vermont. Il premio “Giorgio Maria Sangiorgi” per la Storia e l’Etnologia dell’Africa da parte dell’Accademia dei Lincei è stato assegnato a Triulzi nel 2007.

### Ambito delle ricerche
Le sue ricerche spaziano dalla storia regionale dell'ovest etiopico alla fotografia coloniale, dalla memoria della violenza alla riscrittura della nazione post-coloniale. 

### Istituti
È membro del Consiglio Esecutivo dell'International African Institute (IAI, Londra), dell'Istituto italiano per l'Africa e l'Oriente (IsIAO, Roma). Membro dei Comitati Scientifici di: Africa (Roma), Journal of African History (Londra, 1993-1995), Journal of Ethiopian Studies (Addis Abeba), Afriche e Orienti (Bologna), Annales d'Ethiopie (Addis Abéba), Afrique-Histoire (Paris), e del Comitato di direzione di Africa, Rivista trimestriale di studi e documentazione.

## Pubblicazioni
Tra altre:
- assieme a Bernardo Bernardi ed altri: Fonti orali : antropologia e storia = Oral sources : anthropology and history = Sources orales : anthropologie et histoire. Convegno internazionale antropologia e storia fonti orali. F. Angeli, Milano, 1978
- assieme a Guido Valabrega (Editor), Anna Bozzo (Editor): Storia dell'Africa e del Vicino Oriente, La nuova Italia, Firenze, 1979
- Salt, gold, and legitimacy : prelude to the history of a no-man's land, Belā Shangul, Wallaggā, Ethiopia (ca. 1800-1898), Istituto universitario orientale, Napoli, 1981
- assieme a Biblioteca di S.M. il re (Turin, Italy): L'Africa dall'immaginario alle immagini : scritti e immagini dell'Africa nei fondi della Biblioteca reale : Torino, II Salone del libro, 12-18 maggio 1989, Ministero per i beni culturali e ambientali, Biblioteca reale di Torino : Regione Piemonte, Assessorato alla cultura, [Italy], [1989?]
- Fotografia e storia dell'Africa : atti del Convegno internazionale, Napoli-Roma, 9-11 settembre 1992, I.U.O., Napoli, 1995
- assieme a P. T. W. Baxter, Jan Hultin: Being and becoming Oromo : historical and anthropological enquiries, Nordiska Afrikainstitutet ; Red Sea Press, Inc., Uppsala, Lawrenceville, N.J., 1996
- assieme a Marco Buttino (Editor), Maria Cristina Ercolessi (Editor): Uomini in armi : costruzioni etniche e violenza politica, Ancora del Mediterraneo, 2000
- assieme a Alberto Pollera, Luigi Naretti, Michele: La colonia: italiani in Eritrea, Il mulino, [Bologna], [2002]
- Dopo la violenza. Costruzioni di memoria nel mondo contemporaneo, Ancora del Mediterraneo, Napoli, 2005
- Il ritorno della memoria coloniale, in Afriche & Orienti 1 (2007), dossier curato assieme a Ruth Iyob
- assieme a Andrea Segre ed altri: Come un uomo sulla terra, Infinito, Castel Gandolfo, 2009
- assieme a Robert Lawrence McKenzie: Long journeys : African migrants on the road, Brill, Leiden, 2013
- assieme a Paolo Bertella Farnetti e Adolfo Mignemi: L'impero nel cassetto : l'Italia coloniale tra album privati e archivi pubblici, Mimesis, Milano, 2013

Triulzi coordina il progetto WikiAfrica Confini, I saperi dell'Africa in movimento in collaborazione con l'associazione Asinitas di Roma e la Moleskine Foundation (Lettera27).